# José Ferreira Infante
José Ferreira Infante (Atalaia do Campo, Fundão, 4 de julho de 1934 - Lisboa, 13 de abril de 2001) • GOA • MPMM • MSMM • MOCE • MPCE • MC • foi um militar (Major-general piloto aviador) da Força Aérea Portuguesa e diplomata português. Comandou a  Academia da Força Aérea e as bases aéreas de Bissau, Ota e Monte Real e foi diretor do Museu do Ar. Foi chefe do gabinete do Chefe do Estado-Maior da Força Aérea, adjunto e coordenador do Estado-Maior da Força Aérea e adido militar e aeronáutico nas embaixadas de Portugal em Paris, Bruxelas e Luxemburgo. Veterano da Guerra do Ultramar (1961 a 1974), com mais de treze mil horas de voo, pilotou, entre outros, os aviões de treino Lockheed T-33 Shooting Star e os supersónicos Northrop T-38 Talon, os caças North American F-86 Sabre e Fiat G.91, os de busca e salvamento C-54 Skymaster e os de transporte Douglas DC-3, DC-4 e DC-6 e os Boeing 707-3F5C. 

## Biografia

### Formação e carreira
- após a frequência do Liceu Passos Manuel e dos preparatórios de engenharia no Instituto Superior Técnico e de em 1953 ter sido brevetado, adquirindo as licenças de piloto particular de aviões (PPA) com e sem motor, em 9 de novembro de 1955, alistou-se voluntariamente, para piloto aviador, na Força Aérea Portuguesa, como soldado-cadete, tendo concluído o curso de oficiais milicianos (pilotagem), em 30 de novembro de 1956, na Base Aérea n.º 1, data em que é promovido a aspirante, e a 1 de novembro de 1957 a alferes. Em 1957 torna-se instrutor de voo do T-6 Harvard e em 1959 piloto-aviador e piloto comercial de aeroplanos;[1][2][3]
- em 1960 frequenta na Academia Militar o curso de Aeronáutica e em 1961 é promovido a tenente piloto-aviador, ano em que é colocado na BA4 (Base Aérea das Lajes) e se torna comandante de bordo dos aviões de busca e salvamento C-54 Skymaster, HC-54 Searchmaster e SA-16 (Albatroz). Seguidamente, é colocado no  Aeródromo Base Aérea n.º 1, onde desempenhou as funções de comandante de bordo e instrutor em aviões de transporte Douglas DC-4;[1][2][3]
- em 1 de dezembro de 1963, é promovido a capitão piloto-aviador, e em 30 de abril de 1964 e BA6 (Base Aérea do Montijo), onde é colocado, é qualificado para ser comandante de bordo e 1.º piloto do Douglas DC-6, qualificação que em 15 de agosto do mesmo ano lhe é conferida pelos EUA;[1][2][3]
- em 1968, frequentou o curso de Comando e Estado-Maior, na Escola de Estudos Superiores da Força Aérea, tendo sido, nesse mesmo ano, promovido a major piloto-aviador;[1][2][3]

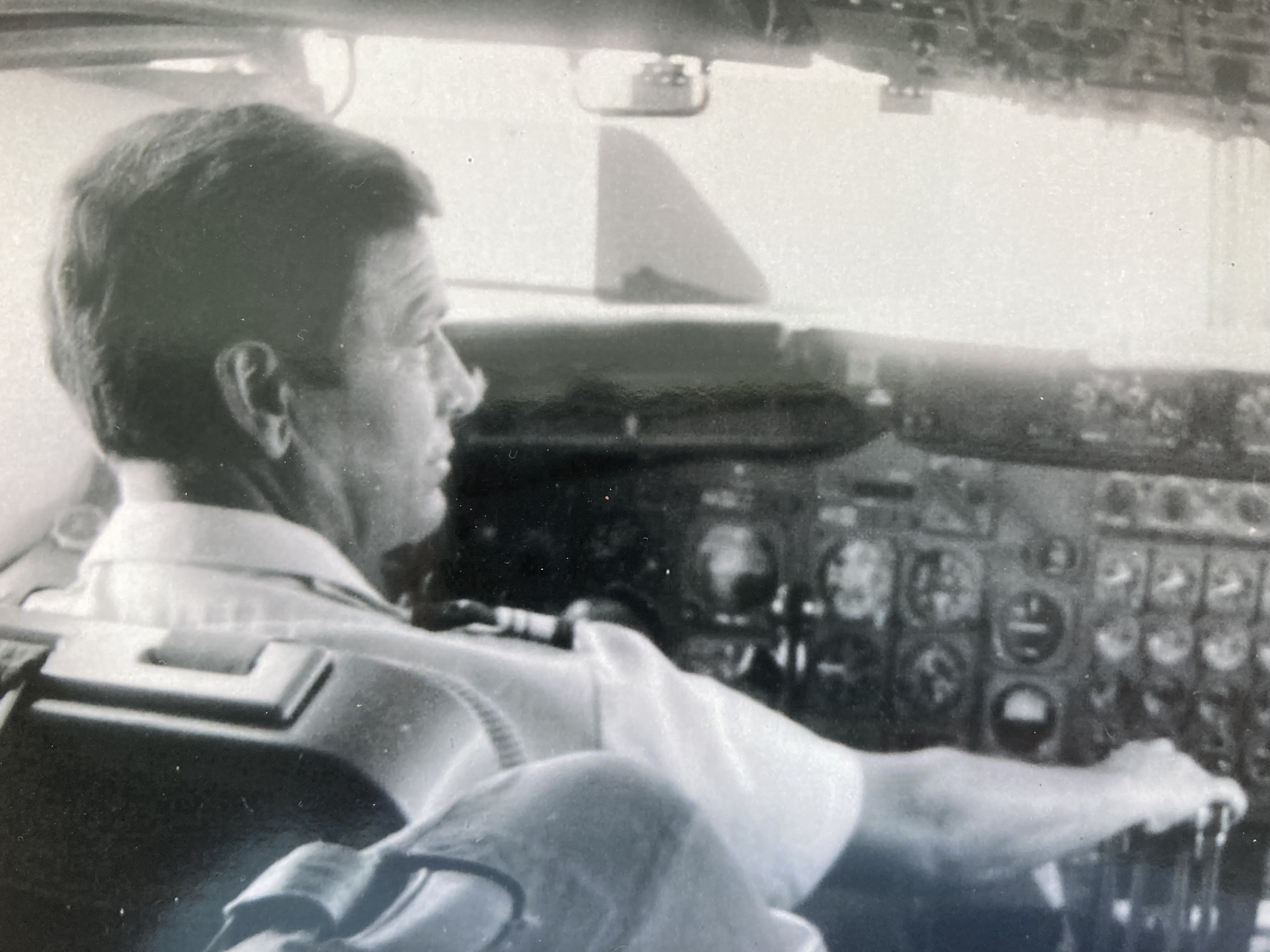
José Ferreira Infante ao comando de um Boeing 707-3F5C da FAP, 1973

- em 1971 frequentou na fábrica da Boeing em Seattle (Estados Unidos da América) o curso para comandante de bordo das aeronaves Boeing 707-320C, e, em 1972, torna-se comandante de bordo e 1.º piloto daquele tipo de aviões, que na versão Boeing 707-3F5C a Força Aérea Portuguesa adquiriu para passar a transportar os contingentes militares de e para África, mormente Angola e Moçambique em progressiva substituição do transporte marítimo feito em navios fretados à marinha mercante; missões de transporte aéreo em que José Ferreira Infante também participou[4][5][6][7]. Aviões Boeing 707-3F5C que, entre agosto e novembro de 1975, foram usados na ponte aérea que de Angola, Guiné e Moçambique trouxeram para Lisboa os portugueses que abandonaram aqueles territórios ultramarinos.[nota 1][8][9][10][11]
- promovido a tenente-coronel piloto-aviador em 19 de dezembro de 1972;[1][2][3]

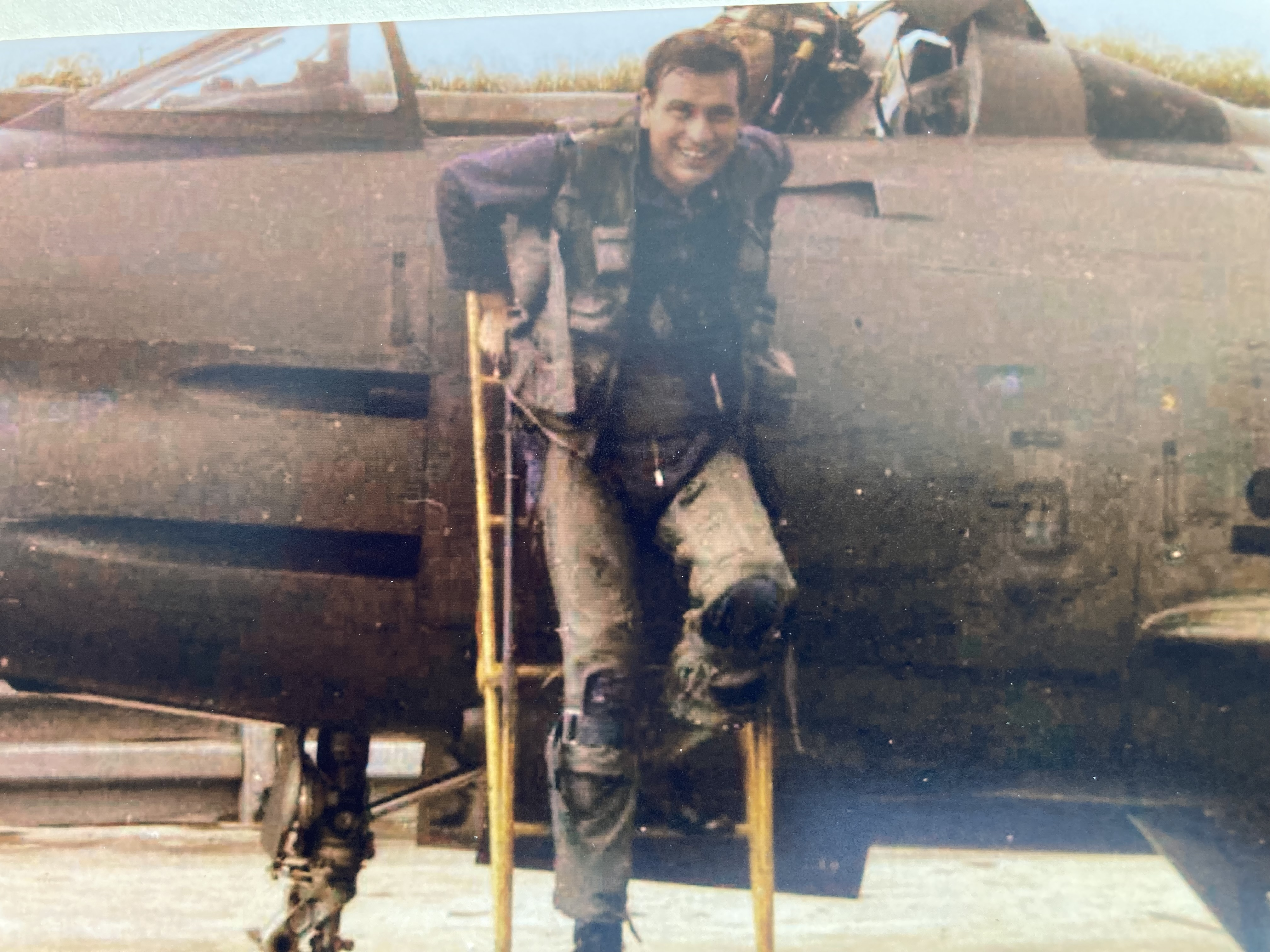
José Ferreira Infante saindo de um Fiat G.91

- 2.º comandante da Zona Aérea de Cabo Verde e Guiné[nota 2] acumulando com as funções de 2.º comandante da Base Aérea n.° 12 – Bissalanca-Bissau, de 16 de junho de 1973 a 14 de outubro de 1974, sendo à época a BA12 a unidade da força aérea que mais voava[nota 3][4][nota 4][12];
- terminado o conflito com a Revolução de 25 de Abril de 1974, regressa do Ultramar e é, a partir de 23 de outubro de 1974, 2.° comandante da Base Aérea n.° 2 – Ota, e, concomitantemente, presidente da comissão liquidatária da Base Aérea n.° 12 – Bissalanca-Bissau, tendo sido promovido, em 19 de dezembro de 1974, a coronel piloto-aviador;[1][2][3]
- chefe do gabinete do Chefe do Estado-Maior da Força Aérea, general José Morais e Silva, de 17 de dezembro de 1975 a 2 de janeiro de 1977;[1][2]
- 1.º comandante da  Base Aérea n.° 5 - Monte Real, de 4 de janeiro de 1977 a 6 de janeiro de 1978, aí pilotando em especial os caças North American F-86 Sabre, da Esquadra 51 (Falcões);[1][2][3]
- adido militar e aeronáutico na embaixada de Portugal em Paris, de 3 de maio de 1978 a 15 de junho de 1981, desempenhando simultaneamente as funções de adido militar aeronáutico na embaixada de Portugal em Bruxelas e no Luxemburgo;[1][2][3]

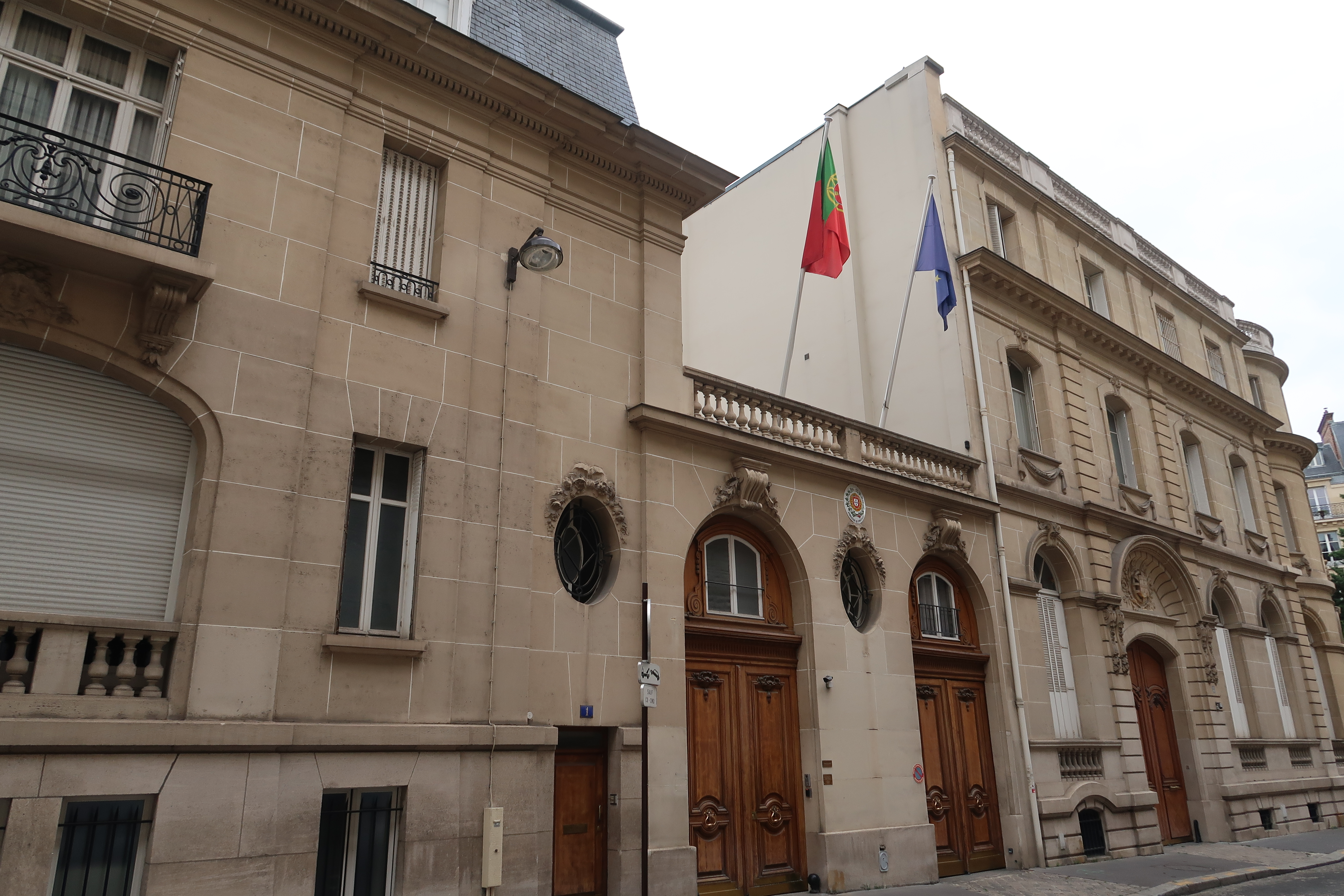
embaixada de Portugal em Paris, onde José Ferreira Infante, então coronel, foi adido militar e aeronáutico de 1978 a 1981

- a partir de 26 de agosto de 1981, adjunto no gabinete do Chefe do Estado-Maior da Força Aérea, general José Lemos Ferreira;[3]
- em 1981-1982, frequentou, no Instituto de Altos Estudos da Força Aérea, o curso superior de guerra aérea, sendo, a 1 de agosto de 1982, promovido a brigadeiro-general, patente que posteriormente se passou a designar de major-general;[3]
- após 9 de agosto de 1982, coordenador do Estado-Maior da Força Aérea (EMFA);[3]
- de 2 de maio de 1983 a 1 de fevereiro de 1985, na  Academia da Força Aérea, onde foi 2.º comandante e 1.º comandante interino;[3]
- de 9 de novembro de 1985 a 27 de junho de 1986, auditor do curso de defesa nacional do Instituto da Defesa Nacional;[3]
- no ano letivo de 1986-1987, professor do Instituto de Altos Estudos Militares;[3]
- diretor do Museu do Ar de 2 de fevereiro de 1992 a 30 de novembro de 1992, data em que passou à reforma;[3]

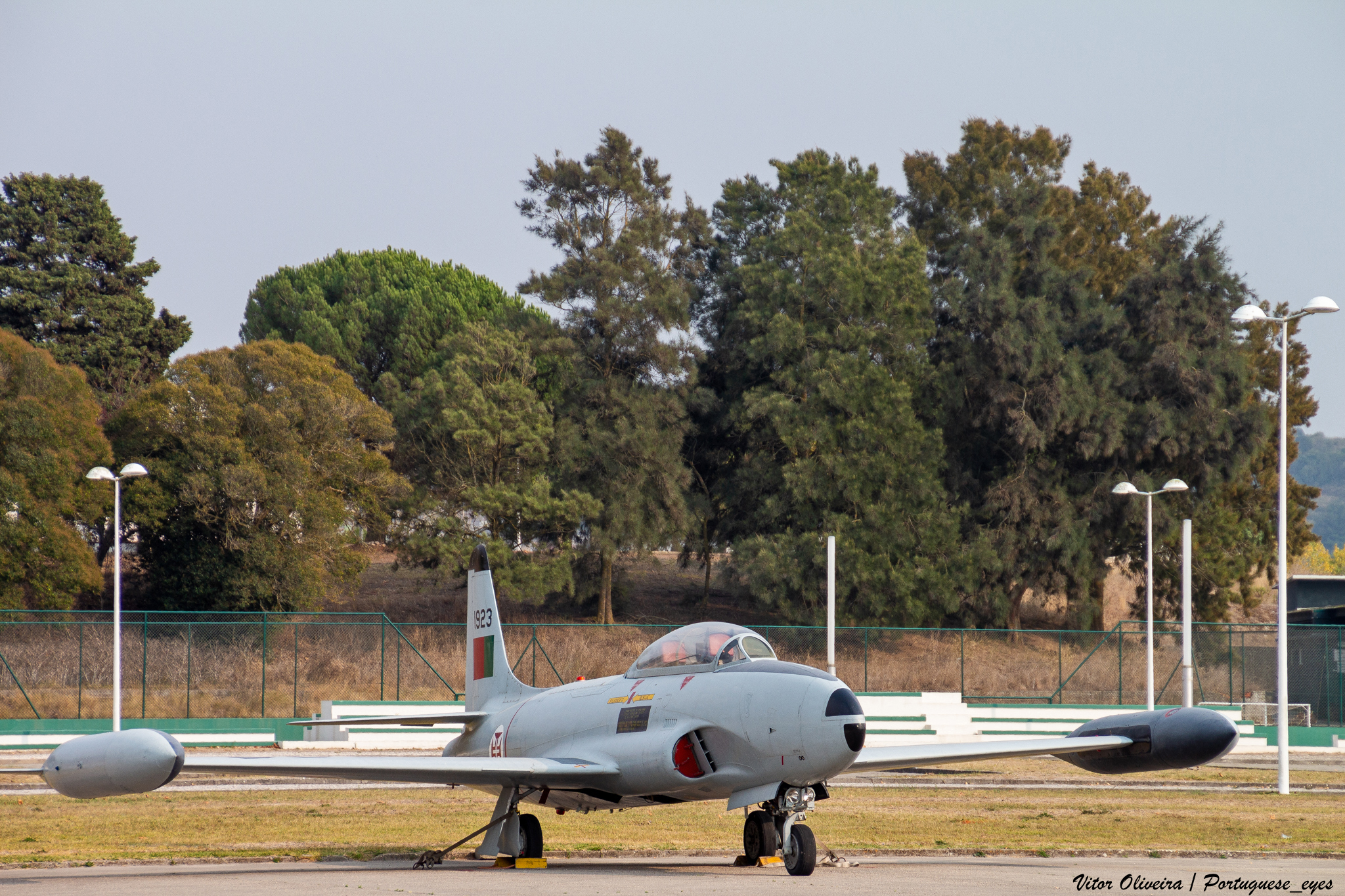
Um Lockheed T-33 Shooting Star, como os que o major-general José Ferreira Infante pilotou, exposto no Museu do Ar, de que foi diretor em 1992

- ao longo da sua carreira efetuou mais de treze mil horas de voo, tendo pilotado, entre outras, as seguintes aeronaves: Tiger Moth, Chipmunk, Cessna Skymaster FTB-337G, Beechcraft C-45, Junkers Ju 52, Broussard, os aviões de treino T-6 Harvard,  Lockheed T-33 Shooting Star e os supersónicos Northrop T-38 Talon, os caças North American F-86 Sabre, A-7P e Fiat G.91, os de busca e salvamento C-54 Skymaster, HC-54 Searchmaster e SA-16 (Albatroz) e os de transporte Douglas DC-3, DC-4 e DC-6 e os Boeing 707-3F5C da Força Aérea Portuguesa;[4][13][14][7][3]

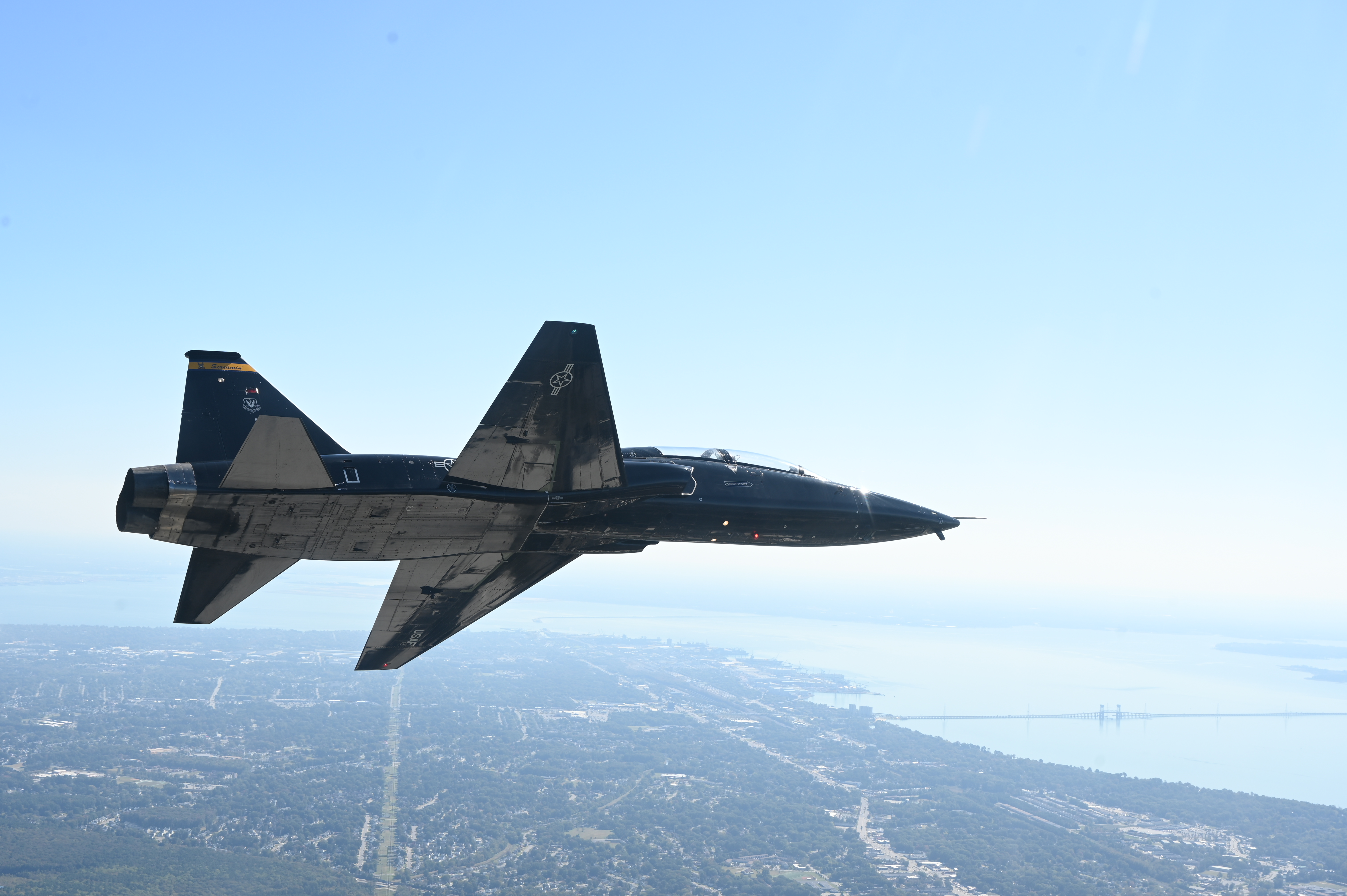
Um supersónico Northrop T-38 Talon como os que o comandante José Ferreira Infante pilotou

### Vida pessoal
Nasceu em (Atalaia do Campo, concelho de Fundão, a 4 de julho de 1934, sendo filho de José Infante e de Piedade da Glória Ferreira Infante. Casou, em 9 maio 1970, com Orlanda Maria Rögenes Perez Barreto Infante (Luanda, 28 de julho de 1941 – Lisboa, 2 de maio de 2007, filha de Orlando da Encarnação Alves Barreto e de Ilda Rögenes Perez Barreto), de quem teve um filho, Filipe Antero Rögenes Barreto Infante (Lisboa, 24 de abril de 1971), gestor de empresas.

## Condecorações e louvores

### Ordens honoríficas portuguesas
- Grande-Oficial da Ordem Militar de Avis (25 de março de 1980)[16]

### Medalhas Militares
- Medalha de ouro de comportamento exemplar (30 de janeiro de de 1987)[3]
- Medalha de Mérito Militar de 1.ª classe (18 de dezembro de 1978)[3]
- Medalha Comemorativa das Campanhas (25 de julho de 1975)[3]
- Medalha de Mérito Militar de 2.ª classe (10 de abril de 1974)[3]
- Medalha de prata de comportamento exemplar (25 de abril de 1973)[3]

### Ordens honoríficas francesas
- Comendador da Ordem Nacional do Mérito de França (12 de fevereiro de 1985).[17]

### Louvores
Recebeu louvores, de forma escrita e publicados em órgão oficial, na devida forma legal, em 14 de dezembro de 1962, 11 de julho de 1964, 23 de janeiro de 1968, 17 de junho de 1971, 1 de maio de 1973, todos por parte de comandantes militares com a patente de tenente-coronel ou superior e ainda a 20 de janeiro de 1978 do general Chefe do Estado-Maior da Força Aérea e a 8 de novembro de 1985 do general comandante da  Academia da Força Aérea.